# Raleigh County
Raleigh County ist ein County im Bundesstaat West Virginia der Vereinigten Staaten. Der Verwaltungssitz (County Seat) ist Beckley. Das U.S. Census Bureau hat bei der Volkszählung 2020 eine Einwohnerzahl von 74.591 ermittelt.

## Geographie
Das County liegt im mittleren Süden von West Virginia und hat eine Fläche von 1578 Quadratkilometern, wovon sechs Quadratkilometer Wasserfläche sind. Es grenzt im Uhrzeigersinn an folgende Countys: Kanawha County, Fayette County, Summers County, Mercer County, Wyoming County und Boone County.

## Geschichte
Raleigh County wurde am 23. Januar 1850 aus Teilen des Fayette County gebildet. Benannt wurde es nach Sir Walter Raleigh, einem englischen Seefahrer, Entdecker und Schriftsteller sowie Günstling der englischen Königin Elisabeth I.

## Demografische Daten

Alterspyramide des Raleigh County

Nach der Volkszählung im Jahr 2000 lebten im Raleigh County 79.220 Menschen in 31.793 Haushalten und 22.096 Familien. Die Bevölkerungsdichte betrug 50 Einwohner pro Quadratkilometer. Ethnisch betrachtet setzte sich die Bevölkerung zusammen aus 89,63 Prozent Weißen, 8,52 Prozent Afroamerikanern, 0,19 Prozent amerikanischen Ureinwohnern, 0,72 Prozent Asiaten, 0,02 Prozent Bewohnern aus dem pazifischen Inselraum und 0,12 Prozent aus anderen ethnischen Gruppen; 0,80 Prozent stammten von zwei oder mehr Ethnien ab. 0,92 Prozent der Bevölkerung waren spanischer oder lateinamerikanischer Abstammung.
Von den 31.793 Haushalten hatten 28,6 Prozent Kinder und Jugendliche unter 18 Jahre, die bei ihnen lebten. 54,3 Prozent waren verheiratete, zusammenlebende Paare, 11,9 Prozent waren allein erziehende Mütter, 30,5 Prozent waren keine Familien, 27,1 Prozent waren Singlehaushalte und in 12,9 Prozent lebten Menschen im Alter von 65 Jahren oder darüber. Die Durchschnittshaushaltsgröße betrug 2,38 und die durchschnittliche Familiengröße lag bei 2,88 Personen.
Auf das gesamte County bezogen setzte sich die Bevölkerung zusammen aus 21,5 Prozent Einwohnern unter 18 Jahren, 8,7 Prozent zwischen 18 und 24 Jahren, 28,6 Prozent zwischen 25 und 44 Jahren, 25,7 Prozent zwischen 45 und 64 Jahren und 15,4 Prozent waren 65 Jahre alt oder älter. Das Durchschnittsalter betrug 40 Jahre. Auf 100 weibliche Personen kamen 96,8 männliche Personen. Auf 100 Frauen im Alter von 18 Jahren oder darüber kamen statistisch 94,9 Männer.
Das jährliche Durchschnittseinkommen eines Haushalts betrug 28.181 USD, das Durchschnittseinkommen der Familien betrug 35.315 USD. Männer hatten ein Durchschnittseinkommen von 33.000 USD, Frauen 20.672 USD. Das Prokopfeinkommen betrug 16.233 USD. 14,6 Prozent der Familien und 18,5 Prozent der Bevölkerung lebten unterhalb der Armutsgrenze. Davon waren 28,7 Prozent Kinder oder Jugendliche unter 18 Jahre und 10,5 Prozent waren Menschen über 65 Jahre.